# Waltheria ovalifolia
Waltheria ovalifolia är en malvaväxtart som beskrevs av Ignatz Urban. Waltheria ovalifolia ingår i släktet Waltheria och familjen malvaväxter. Inga underarter finns listade i Catalogue of Life.